# فريدريك د. ريس
فريدريك د. ريس (بالإنجليزية: Frederick D. Reese)‏ هو مدرس أمريكي، ولد في 28 نوفمبر 1929، وتوفي في 5 أبريل 2018.